# Дубровська (Тарногський район)
Дубро́вська (рос. Дубровская) — присілок у складі Тарногського району Вологодської області, Росія. Входить до складу Спаського сільського поселення.
Присілок утворено 16 квітня 2012 року.